# Charles Grant Glenelg
Charles Grant Glenelg (Calcutta, 26 ottobre 1778 – Londra, 23 aprile 1866) è stato un politico britannico.

## Biografia

### Provenienza e formazione
Charles Grant Glenelg è nato a Kidderpore (Calcutta), nel Bengala, in India. Era figlio maggiore di Charles Grant, presidente della British East India Company. . Ha completato i suoi studi al Magdalene College di Cambridge, ottenendo la laurea nel 1802.. Suo fratello, Sir Robert Grant è stato anche egli un parlamentare, nonché governatore di Bombay.

### Carriera politica
Nel 1811 Grant fu eletto alla Camera dei Comuni, come candidato designato nel distretto di Inverness Burghs. Conservò quella sede fino al 1818, quando lo sostituì con quello di Inverness-Shire.
Fu Lord of the Treasury (uno dei sei commissari che curavano gli affari finanziari del regno) dal dicembre 1813 fino ad agosto 1819, quando divenne Chief Secretary for Ireland (Segretario per gli affari irlandesi) e Privy Council (Consigliere della corona).
Nel 1823 è stato nominato Vice Ministro della Board of Trade (Ministero del Commercio e dell'Industria). Dal settembre 1827 al giugno 1828 divenne ministro del dicastero, assumendo nel contempo la carica di Tesoriere della Marina.
Successivamente Grant si dissociò dai Tories e confluì nel Whigs (attraverso il gruppo scissionista dai tories guidato da Canningite). È stato President of the Board of Control che era, tra la fine del XVIII e del  XIX secolo, il funzionario del governo britannico responsabile della supervisione della British East India Company e capo generale a Londra per gli affari indiani, sotto il governo di Lord Grey e quello di Lord Melbourne dal novembre 1830 al novembre 1834.
Al Board of Control Grant fu il principale artefice della legge del 1833 che ha rivisto e trasformato la struttura del governatorato indiano.
Nel mese di aprile 1835 assunse la carica di "Segretario di Stato per la Guerra e le Colonie" e ricevette il titolo di Barone Glenelg, (Glenelg era una località nella Contea di Inverness).
Il suo mandato ebbe uno svolgimento burrascoso. Le sue divergenze con Benjamin D'Urban, governatore della Colonia del Capo, furono molto gravi e insanabili; ma ancora di più lo furono quelle con re Guglielmo IV e altri esponenti dell'establishment, riguardo l'amministrazione del Canada. Glenelg ebbe anche la sventura di dover affrontare la ribellione canadese che era scoppiata nel 1837.
La sua politica fu ferocemente attaccata in Parlamento; la sua contrapposizione a con Lord Durham raggiunse toni molto aspri fino a quando da più parti, anche dai colleghi di gabinetto, vennero chieste le sue dimissioni. Nel febbraio 1839 Lord Glenelg si dimise.
È ricordato come l'ultimo dei Canningites, cioè quella fazione del partito Tory che aveva favorito l'emancipazione cattolica e il libero scambio.

### Gli ultimi anni
Lord Glenelg a causa delle sue condizioni di salute si trasferì sulla Costa Azzurra in Franciadove morì a Cannes nell'Aprile del 1866, all'età di 87 anni. Con la sua morte il titolo tornò alla corona e la baronia si estinse.